# Friuli-Venezia Giulia
Friuli-Venezia Giulia (tiếng Slovene: Furlanija–Julijska krajina, tiếng Đức: Friaul–Julisch Venetien, tiếng Veneto: Friul–Venèthia Jułia) là một trong 20 vùng hành chính và là một trong năm vùng tự trị của Ý, thủ phủ là Trieste. Nó nằm ở cực đông bắc nước Ý, có diện tích 7,856 km² và có khoảng 1,2 triệu dân cư.
Một vùng dẫn ra biển cho nhiều nước Trung Âu, khu vực này nằm trong các tuyến đường giao thông chính giữa phía đông và phía tây của miền nam châu Âu. Nó bao gồm khu vực lịch sử, địa lý của Friuli và một phần nhỏ của vùng lịch sử của Venezia Giulia, mỗi vùng đều có lịch sử, truyền thống và bản sắc riêng biệt của nó. Tên của khu vực được viết Friuli-Venezia Giulia cho đến năm 2001, sau đó với một sửa đổi của điều 116 của hiến pháp Ý, tên chính thức của nó là Friuli Venezia Giulia.

## Phân chia hành chính
Friuli–Venezia Giulia được chia ra làm 4 tỉnh:
| Tỉnh (từ tây sang đông) | Diện tích (km²) | Dân số  | Tỷ lệ (dân/km²) |
| ----------------------- | --------------- | ------- | --------------- |
| Pordenone               | 2,273           | 311,931 | 137.2           |
| Udine                   | 4,905           | 539,224 | 109.9           |
| Gorizia                 | 466             | 142,392 | 305.5           |
| Trieste                 | 212             | 236,445 | 1,115.3         |

## Họ
Hai mươi họ phổ biến nhất trong vùng Friuli–Venezia Giulia.
| - 1. Rossi - 2. Furlan - 3. Moro - 4. Fabbro - 5. Visintin - 6. Trevisan - 7. Mauro - 8. Zuliani - 9. Fabris - 10. Basso | - 11. Santarossa - 12. Beltrame - 13. Degano - 14. Venier - 15. Martin - 16. Romano - 17. Corazza - 18. Colussi - 19. Benedetti - 20. Bortolin |